# 贝尔佐德莫
贝尔佐德莫（義大利語：Berzo Demo），是意大利布雷西亚省的一个市镇。总面积15平方公里，人口1756人，人口密度117.1人/平方公里（2009年）。国家统计（ISTAT）代码为017016。